# Замосць (Поморське воєводство)
Замосць (пол. Zamość) — село в Польщі, у гміні Карсін Косьцерського повіту Поморського воєводства.
Населення — 199 осіб (2011).
У 1975-1998 роках село належало до Гданського воєводства.

## Демографія
Демографічна структура станом на 31 березня 2011 року:
|          | Загалом | Допрацездатний вік | Працездатний вік | Постпрацездатний вік |
| -------- | ------- | ------------------ | ---------------- | -------------------- |
| Чоловіки | 92      | 24                 | 57               | 11                   |
| Жінки    | 107     | 34                 | 53               | 20                   |
| Разом    | 199     | 58                 | 110              | 31                   |